# Christie Monteiro
Christie Monteiro (クリスティ・モンテイロ?, Kurisuti Monteiro) è un personaggio immaginario della serie di videogiochi Tekken, prodotta dalla Namco. È la nipote dell'allenatore di Eddy Gordo, che l'ha allenata, insegnandole la capoeira.

## Descrizione

### Creazione e sviluppo
Masahiro Kimoto, in vista dell'uscita di Tekken 4, riuscì, anche grazie allo sviluppo della tecnologia dell'epoca, a creare finalmente un personaggio femminile che sapesse usare la capoeira: Christie Monteiro. Pertanto, decise di concedere maggior spazio a quest'ultimo personaggio e di eliminare dalle scene quello di Eddy Gordo. Eddy appare in Tekken 4 solo come variante costumistica di Christie, senza essere utile ai fini della storia. Kimoto riprese Eddy a partire da Tekken 5 e sviluppò il rapporto tra quest'ultimo e quello di Christie, creando così una sottotrama che coinvolgesse i due. In Tekken 6, il carattere di Eddy viene sviluppato ancora di più, ma le sue mosse e tecniche combattive rimangono invariate.

## Biografia

### Tekken 4
A Eddy Gordo, quando era in prigione (era stato arrestato per l'omicidio di suo padre, ucciso dal Cartello messicano, non da Eddy), era stato insegnato lo stile di combattimento della Capoeira da un bravo maestro, al quale aveva promesso di trovare sua nipote Christie Monteiro, ed insegnarle la Capoeira. Dopo il Torneo Tekken 3, Eddy trova Christie e le insegna la Capoeira. Dopo soltanto due anni di allenamento, Christie era divenuta una lottatrice piuttosto brava. Comunque, un giorno Eddy scomparve per cercare l'assassino del padre. Christie, agitata dalla misteriosa e improvvisa scomparsa di Eddy, decise di inseguirlo, iscrivendosi al Torneo Tekken 4 per cercare di trovarlo. Nell'epilogo, riesce a vincere il torneo e, con la folla in delirio, riceve il trofeo. Christie è chiaramente insoddisfatta, nonostante la vittoria, per non aver ritrovato Eddy. Durante un'intervista, casualmente lo scorge tra la folla e lo raggiunge, abbracciandolo.

### Tekken 5
Il nonno di Christie rimase in prigione diversi anni. Quando egli uscì, Christie ritrovò un uomo debole, a malapena capace di reggersi in piedi. Scopre così che il nonno ha una malattia incurabile e che gli rimangono solo sei mesi di vita: se solo avessero i soldi necessari però, potrebbero salvarlo. Christie partecipa al Tekken 5 per salvarlo. Nell'epilogo, Eddy e Christie stanno aspettando ansiosamente per l'operazione del nonno di quest'ultima. Finalmente, la luce "Operazione" si spegne e la porta si apre. La scena cambia, e Eddy e Christie sono fuori ad allenarsi alla luce del Sole, quando arriva il nonno di Christie. È chiaro che l'operazione è andata a buon fine, così Eddy si fa da parte e Christie e suo nonno cominciano ad allenarsi.
Sub-boss di Christie sono Bruce Irvin e Eddy Gordo. Christie è sub-boss di 4 stage di Eddy Gordo.

### Tekken 6
Non avendo trovato il denaro necessario per l'operazione, le condizioni del nonno di Christie peggiorano; perciò Eddy entra a far parte della Tekken Force con la promessa di Jin Kazama di procurare al maestro le cure necessarie, senza dire nulla a Christie. Di fatto, una volta ritornata in Brasile, Christie scopre che suo nonno e Eddy sono misteriosamente spariti. Per ritrovarli, decide di iscriversi nel sesto torneo del "Pugno di ferro" quando esso viene annunciato. Nel finale si vede Christie in lacrime sulla bara del nonno quando sopraggiunge Eddy; la ragazza prima lo schiaffeggia per essere sparito senza dire nulla, per poi abbracciarlo disperata. Eddy, adirato, scaglia a terra il medaglione della Tekken Force.

### Street Fighter X Tekken
Christie è presente come personaggio giocabile solo nei DLC per PS3 e PS Vita.

### Tekken(film)
È una dei personaggi principali. Nel film ha un ruolo importante perché aiuta Jin Kazama e lo spinge a continuare a lottare. Nel torneo sconfigge Nina Williams e, mentre questo è in corso, si bacia con Jin. Fra i due sembra nascere una relazione ma non è noto come prosegua in quanto Jin ritorna a casa dove già aveva una ragazza. Christie non ha alcun legame con Eddy, e non pratica principalmente la capoeira.